# Albert Frederick Mummery
(Albert Frederick Mummery, My Climbs in the Alps and Caucasus)
Albert Frederick Mummery (Dover, 10 settembre 1855 – Nanga Parbat, 24 agosto 1895) è stato un alpinista inglese.

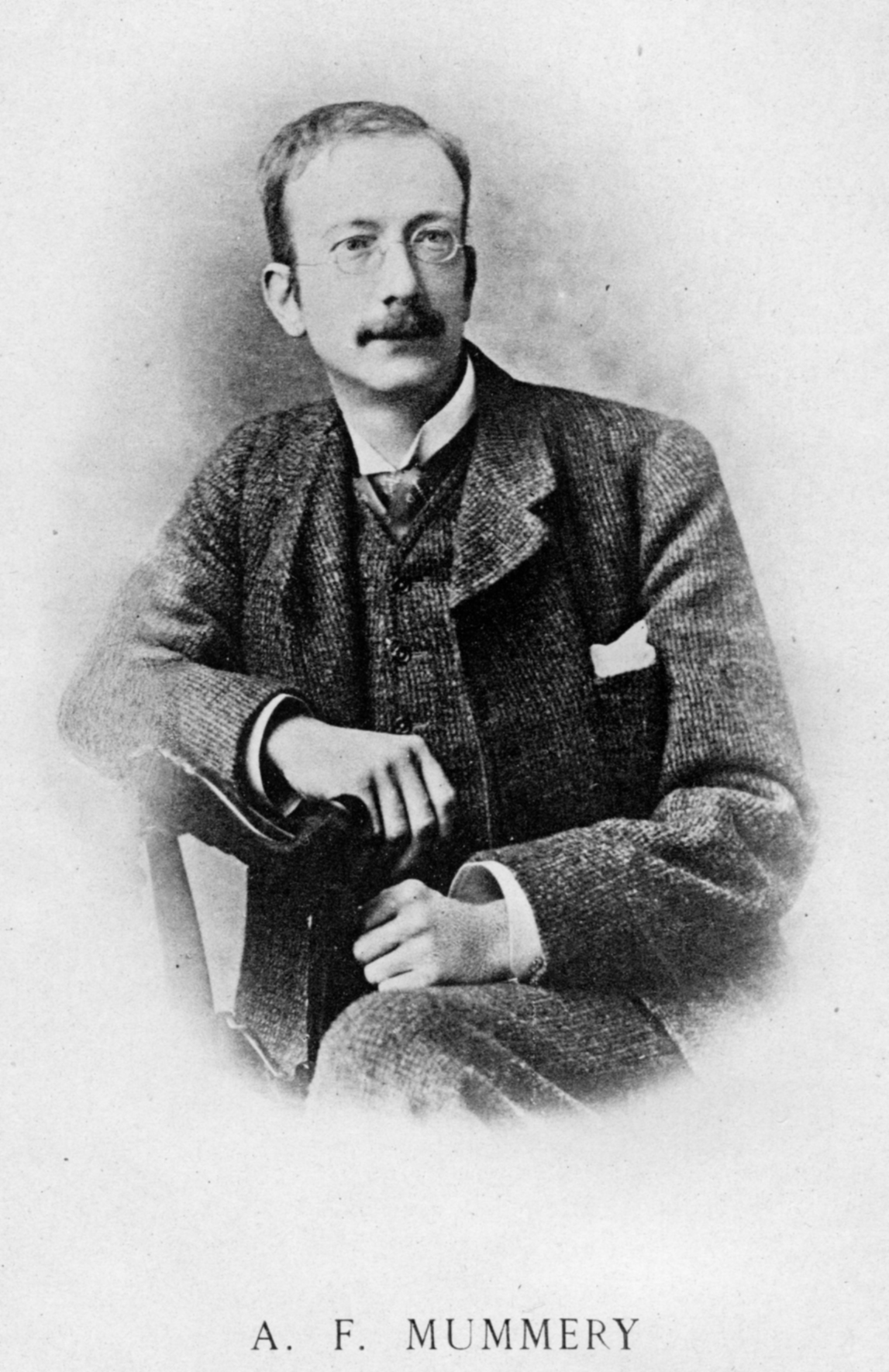
Albert Frederick Mummery

Il grande alpinista austriaco Hermann Buhl, che nel 1953 conquistò per primo la cima del Nanga Parbat, su cui Mummery era scomparso oltre mezzo secolo prima durante il primo tentativo assoluto di scalata di un ottomila, lo definì «uno dei più grandi alpinisti di tutti i tempi».

## Biografia

### Le ascensioni nelle Alpi e nel Caucaso
Nato a Dover nel 1855, compì la sua prima ascensione al Cervino nel 1871, a soli quindici anni. Nel corso della sua notevole carriera alpinistica, compì numerose prime ascensioni, quali l'Aiguille du Grépon e l'Aiguille des Grands Charmoz, e aprì nuove vie su molte montagne delle Alpi. Una sua peculiare caratteristica era quella di tornare spesso sulle stesse montagne, ripetendo vie già aperte e cercandone di nuove.
In particolare salì diverse volte in vetta al Cervino, aprendo le nuove vie della cresta di Zmutt nel 1879 (ripetuta nel 1894 in compagnia del giovane Luigi Amedeo di Savoia-Aosta, futuro esploratore di fama mondiale), e del canalone nord del colle del Leone nel 1880. Compì anche delle spedizioni nel Caucaso, nel 1888 e nel 1890, nel corso delle quali arrivò in vetta al Dych-Tau (5198 m).
Pur avendo compiuto le sue maggiori ascensioni sulle Alpi con guide di fama e capacità, in particolare lo svizzero Alexander Burgener, insieme ai suoi compagni William Cecil Slingsby e John Norman Collie, fu uno dei principali fautori dell'alpinismo senza guide, con spedizioni formate dai soli alpinisti, e un precursore dell'alpinismo moderno: fu tra i primi a proporre un alpinismo senza mezzi artificiali, che contasse solo su quelli che egli stesso definiva "mezzi leali" (fair means). In quest'ottica, rinunciò alla salita del Dente del Gigante, dove si era arrestato su una placca granitica troppo liscia per essere salita in arrampicata libera; in quest'occasione lasciò sul posto una bottiglia contenente un messaggio che recitava: impossible by fair means (impossibile usando mezzi leali).

### Il tentativo di ascesa del Nanga Parbat
Mummery fu all'avanguardia, oltre che nel sostenere un alpinismo senza guide (e nel dimostrarne nella pratica la fattibilità, per esempio nel 1894 sullo sperone della Brenva del Monte Bianco), anche nel proporre un allargamento degli orizzonti, ponendosi come nuovi e ambiziosi obiettivi le grandi montagne dell'Himalaya. Nell'estate 1895 organizzò la prima spedizione in assoluto a tentare la salita di un ottomila, con l'obiettivo di raggiungere la cima del Nanga Parbat (8.125 m). Ma il tentativo era di gran lunga troppo in anticipo sui tempi (il primo ottomila fu conquistato solo nel 1950), sia per le attrezzature a disposizione e le tecniche dell'epoca, sia per la scelta di effettuarlo con una spedizione ridotta al minimo (solo sei uomini: Mummery con altri tre alpinisti britannici, Collie, Geoffrey Hastings e Charles Bruce e due portatori gurka Raghobir Thapa e Gaman Singh), in quello che decenni più tardi sarebbe stato definito stile alpino.
Dopo l'avvicinamento lungo la valle ai piedi del versante Rupal, il gruppo si spostò per tentare la salita sul versante Diamir, su cui venne raggiunta la quota di 6.100 m. Mentre Collie, Bruce e Hastings abbandonavano per i disturbi dell'alta quota, il 24 agosto Mummery fece un ulteriore tentativo con i soli portatori, tra le cime secondarie del Nanga Parbat II e del Ganalo Peak, con l'intenzione di ricongiungersi poi ai compagni sul versante Rakhiot, ma i tre scomparvero nel nulla.

## Opere
Mummery raccontò la storia della sua attività alpinistica nel libro Le mie scalate nelle Alpi e nel Caucaso (My climbs in the Alps and Caucasus), pubblicato a Londra nel giugno 1895, appena una settimana prima della partenza per la fatale spedizione al Nanga Parbat, divenuto nel tempo un classico della letteratura di montagna.

## Prime ascensioni
- 1879: Cervino, cresta di Zmutt
- 1880: Cervino, canalone nord del Colle del Leone
- 1881: Aiguille Verte dal ghiacciaio de la Charpoua
- 1881: Aiguille du Grépon
- 1882: Aiguille des Grands Charmoz
- 1890: Dych-Tau (Caucaso)
- 1892: Aiguille des Grands Charmoz (prima ripetizione senza guide)
- 1893: Dent du Requin
- 1894: Monte Bianco, sperone della Brenva (prima ripetizione senza guide, con John Norman Collie e Geoffrey Hastings)